# Eriospermum sabulosum
Eriospermum sabulosum là một loài thực vật có hoa trong họ Măng tây. Loài này được P.L.Perry mô tả khoa học đầu tiên năm 1994.